# Путешествие металлиста
«Путешествие металлиста» (англ. Metal: A Headbanger’s Journey) — документальный фильм 2005 года режиссёров Сэма Данна, Скота МакФадьена и Джессики Уайз. Фильм рассказывает о путешествиях Сэма Данна, канадского антрополога. Будучи фанатом хеви-метала с 12 лет, Данн передаёт различные мнения об этом жанре, пытается выяснить его происхождение, описать явления культуры, споры и противоречия, связанные с ним, и, в конце концов — найти причину популярности хеви-метала. Фильм впервые вышел на экраны на международном кинофестивале в Торонто в 2005 году, а 19 сентября 2006 года появился в США в виде специального издания на двух DVD-дисках.
17 сентября 2007 года появилось продолжение фильма — «Глобальный метал». Премьера состоялась на международном кинофестивале в Бергене, а в июне 2008 года прошёл ограниченный показ в кинотеатрах.

## Содержание фильма
Фильм рассказывает о характерных чертах и создателях некоторых поджанров хеви-метала (новая волна британского хеви-метала, пауэр-метал, глэм-метал, трэш-метал, блэк-метал, дэт-метал). Поджанры хеви-метала Данн выстраивает в сходную с генеалогическим древом схему. Фильм также рассматривает различные аспекты металлической субкультуры. Наиболее значительные эпизоды фильма — поездка Данна на фестиваль Wacken Open Air, интервью с Ди Снайдером, в котором тот рассказывает об атаке PMRC на хеви-метал, а также интервью с членами нескольких норвежских блэк-метал групп, многие из которых являются сатанистами.

## Интервью
Большая часть информации в фильме представлена в виде интервью с музыкантами прошлого и настоящего времени, в том числе:
| Музыкант         | Группа                                | Место рождения                 |
| ---------------- | ------------------------------------- | ------------------------------ |
| Ангела Госсов    | Arch Enemy                            | Кёльн, Германия                |
| Том Морелло      | Rage Against the Machine, Audioslave  | Нью-Йорк, Нью-Йорк (штат)      |
| Ронни Джеймс Дио | Elf, Rainbow, Black Sabbath, Dio      | Портсмут, Нью-Гэмпшир          |
| Тони Айомми      | Black Sabbath                         | Астон, Англия                  |
| Элис Купер       | Alice Cooper                          | Детройт, Мичиган               |
| Джордж Фишер     | Cannibal Corpse                       | Буффало, Нью-Йорк (штат)       |
| Алекс Уэбстер    | Cannibal Corpse                       | Буффало, Нью-Йорк (штат)       |
| Исан             | Emperor                               | Нутодден, Норвегия             |
| Самот            | Emperor                               | Тромсё, Норвегия               |
| Грутле Кьеллсон  | Enslaved                              | Ругаланн, Норвегия             |
| Ким МакОлифф     | Girlschool                            | Лондон, Англия                 |
| Джекки Чамберс   | Girlschool                            | Лондон, Англия                 |
| Гаал             | Gorgoroth, Trelldom                   | Эспедал, Норвегия              |
| Йорн Тунсберг    | Hades Almighty                        | Норвегия                       |
| Брюс Дикинсон    | Samson, Iron Maiden                   | Уорксоп, Англия                |
| Мерседес Ландер  | Kittie                                | Лондон (Онтарио), Онтарио      |
| Морган Ландер    | Kittie                                | Лондон (Онтарио), Онтарио      |
| Джеймс Шаффер    | Korn                                  | Роуздейл, Калифорния           |
| Рэнди Блай       | Lamb of God                           | Ричмонд (Вирджиния), Вирджиния |
| Марк Мортон      | Lamb of God                           | Ричмонд (Вирджиния), Вирджиния |
| Blasphemer       | Mayhem                                | Норвегия                       |
| Некробутчер      | Mayhem                                | Норвегия                       |
| Винс Нил         | Mötley Crüe                           | Лос-Анджелес, Калифорния       |
| Лемми            | Hawkwind, Motörhead                   | Сток-он-Трент, Англия          |
| Гедди Ли         | Rush                                  | Уиллоудэйл (Онтарио), Онтарио  |
| Том Арайа        | Slayer                                | Винья-дель-Мар, Чили           |
| Керри Кинг       | Slayer                                | Лос-Анджелес, Калифорния       |
| Джои Джордисон   | Slipknot, Murderdolls                 | Де-Мойн, Айова                 |
| Кори Тейлор      | Slipknot, Stone Sour                  | Де-Мойн, Айова                 |
| Джон Кэй         | Steppenwolf                           | Торонто, Онтарио               |
| Ди Снайдер       | Twisted Sister, Desperado, Dee Snider | Массапекуа, Нью-Йорк           |
| Snake            | Voivod                                | Джонкуер (Квебек), Квебек      |
| Piggy            | Voivod                                | Джонкуер (Квебек), Квебек      |
| Доро             | Warlock, Doro                         | Дюссельдорф, Германия          |
| Роб Зомби        | White Zombie, Rob Zombie              | Гаверхилл, Массачусетс         |

### Участники интервью, не являющиеся музыкантами
- Боб Эзрин, продюсер звукозаписи (Alice Cooper, Kiss, Pink Floyd, Hanoi Rocks)
- Deena Weinstein, социолог
- Robert Walser, музыковед
- Malcolm Dome, журналист, писатель, DJ
- Mike Guitor
- Sam Guitor, фанат
- Joe Bottiglieri, фанат
- Chuck Klosterman, писатель
- Eric Bryan, фанат, басист
- Robert Kampf, основатель Century Media
- Joey Severance, тур-менеджер
- Eddie Trunk, DJ
- Rob Jones, DJ
- Pamela Des Barres, автор I'm With The Band
- Donna Gaines, социолог
- Gavin Baddeley, писатель
- Monte Conner, Roadrunner Records
- Rolf Rasmussen
- Brian Slagel, владелец Metal Blade Records
- Rose Dyson, писатель
- Keith Kahn-Harris, писатель

## Саундтрек
- Accept — «Balls to the Wall»
- Arch Enemy — «Silent Wars» (live)
- Blue Cheer — «Summertime Blues»
- Burn To Black — «Winter Rancid Skies»
- Burn To Black — «Into Shadow»
- Burn To Black — «Microcosmic»
- Burn To Black — «Hellspell»
- Cannibal Corpse — «Decency Defied»
- Children of Bodom — «Needled 24/7»
- David MacDonaldson — «Partita In C Minor — Chorale»
- Diamond Head — «Am I Evil?»
- Dio — «Heaven and Hell» (live, A Special From The Spectrum)
- Emperor — «Inno a Satana»
- Enslaved — «Havenless»
- Girlschool — «C’Mon Let’s Go»
- Iron Maiden — «Run to the Hills»
- Iron Maiden — «The Number of the Beast»
- Lamb of God — «Laid to Rest»
- Metallica — «Master of Puppets»
- Mötley Crüe — «Girls, Girls, Girls»
- Motörhead — «Ace of Spades»
- Motörhead — «Killed by Death»
- Rage Against the Machine — «Killing in the Name»
- Рихард Вагнер — «Увертюра из „Фауста“»
- Rush — «Working Man»
- Sepultura — «Arise»
- Slayer — «Disciple»
- Slipknot — «Sic»
- Tim Renwick и Andy Caine — «Ain’t Got a Pot To…»
- Twisted Sister — «We’re Not Gonna Take It»
- Van Halen — «Eruption»
- Venom — «Bloodlust»

## «Генеалогическое древо» метала
Схема из фильма отражает личный взгляд Данна на развитие 24 поджанров метала, появившихся за время его существования. Приводятся также примеры групп, относящихся к каждому из стилей. Ниже приведена копия схемы (приведена на втором диске специального издания фильма).
- Ранний метал (1966−1971)

— Cream
— Jimi Hendrix
— Blue Cheer
— Deep Purple
— Led Zeppelin
— MC5
— Mountain
— The Stooges
— Black Sabbath

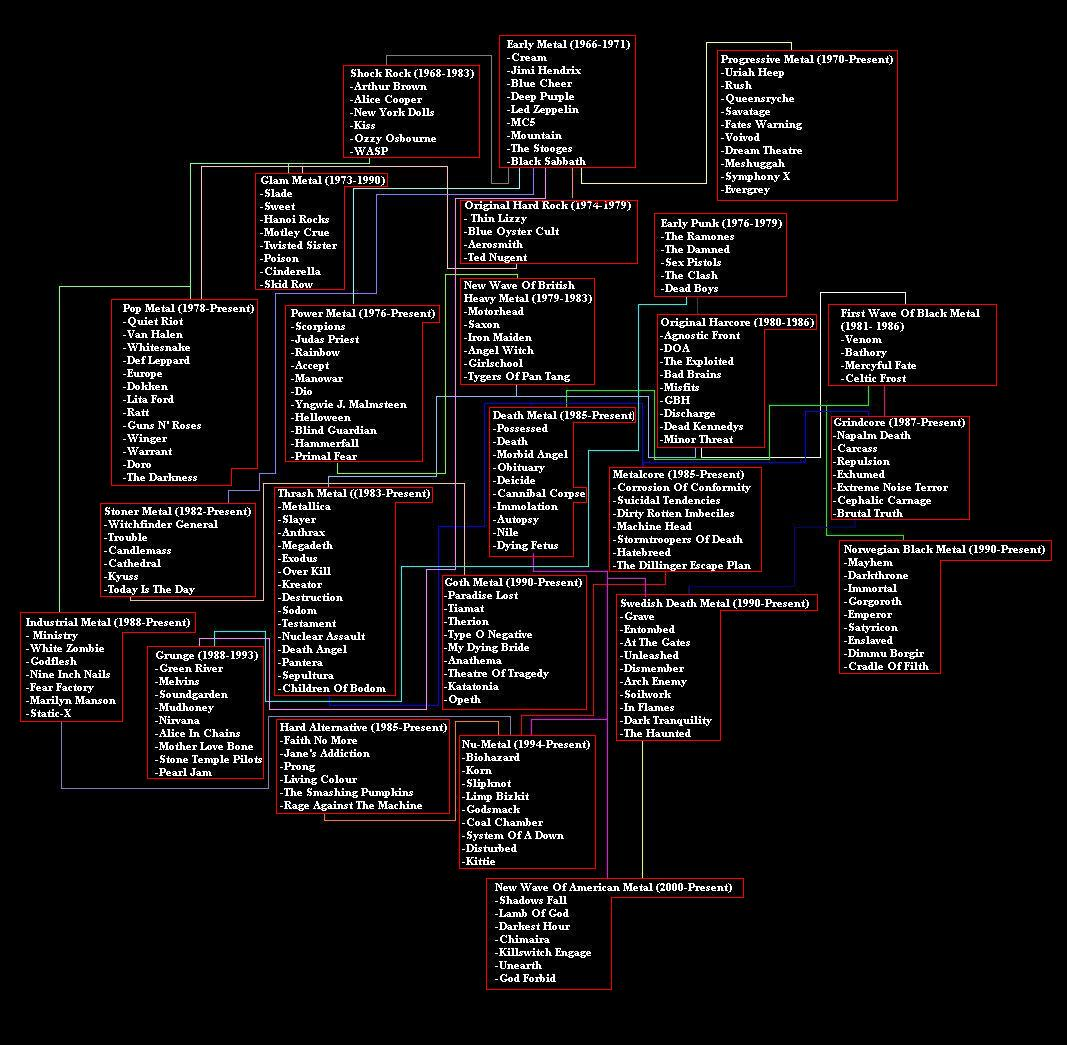
«Генеалогическое древо» метала по мнению автора фильма

- Первоначальный хард-рок (1974−1979)

— Thin Lizzy
— Blue Öyster Cult
— Aerosmith
— Ted Nugent
- Шок-рок (1968−1983)

— Arthur Brown
— Alice Cooper
— New York Dolls
— Kiss
— Ozzy Osbourne
— W.A.S.P.
- Ранний панк-рок (1976−1979)

— The Ramones
— The Damned
— Sex Pistols
— The Clash
— The Dead Boys
- Пауэр-метал (1976−наши дни)

— Scorpions
— Judas Priest
— Rainbow
— Accept
— Manowar
— Dio
— Yngwie J. Malmsteen
— Helloween
— Blind Guardian
— HammerFall
— Primal Fear
- Новая волна британского хеви-метала (1979−1983)

— Motörhead
— Saxon
— Iron Maiden
— Angel Witch
— Girlschool
— Tygers of Pan Tang
— Diamond Head
- Прогрессивный метал (1970−наши дни)

— Uriah Heep
— Rush
— Queensrÿche
— Savatage
— Fates Warning
— Voivod
— Dream Theater
— Meshuggah
— Symphony X
— Evergrey
- Глэм-метал (1973−1990)

— Slade
— Sweet
— Hanoi Rocks
— Mötley Crüe
— Twisted Sister
— Poison
— Cinderella
— Skid Row
- Поп-метал (1978−наши дни)

— Quiet Riot
— Van Halen
— Whitesnake
— Def Leppard
— Europe
— Dokken
— Lita Ford
— Ratt
— Guns N' Roses
— Winger
— Warrant
— Doro
— The Darkness
- Стоунер-метал (1982−наши дни)

— Witchfinder General
— Trouble
— Candlemass
— Cathedral
— Kyuss
— Today is the Day
- Первоначальный хардкор (1980−1986)

— Agnostic Front
— D.O.A.
— The Exploited
— Bad Brains
— Misfits
— Charged GBH
— Discharge
— Dead Kennedys
— Minor Threat
— Black Flag
- Трэш-метал (1983−наши дни)

— Metallica
— Slayer
— Anthrax
— Megadeth
— Exodus
— Overkill
— Kreator
— Destruction
— Sodom
— Testament
— Nuclear Assault
— Death Angel
— Pantera
— Sepultura
— Children of Bodom
- Первая волна блэк-метала (1981−1986)

— Venom
— Bathory
— Mercyful Fate
— Celtic Frost
- Норвежский блэк-метал (1990−наши дни)

— Mayhem
— Darkthrone
— Immortal
— Gorgoroth
— Emperor
— Satyricon
— Enslaved
— Dimmu Borgir
— Cradle Of Filth (на самом деле из Великобритании)
- Грайндкор (1987−наши дни)

— Napalm Death
— Carcass
— Repulsion
— Exhumed
— Extreme Noise Terror
— Cephalic Carnage
— Brutal Truth
- Дэт-метал (1985−наши дни)

— Possessed
— Death
— Morbid Angel
— Obituary
— Deicide
— Cannibal Corpse
— Immolation
— Autopsy
— Nile
— Dying Fetus
- Шведский дэт-метал (1990−наши дни)

— Grave
— Entombed
— At the Gates
— Unleashed
— Dismember
— Arch Enemy
— Soilwork
— In Flames
— Dark Tranquillity
— The Haunted
- Металкор (1985−наши дни)

— Corrosion of Conformity
— Suicidal Tendencies
— Dirty Rotten Imbeciles
— Machine Head
— Stormtroopers of Death
— Hatebreed
— The Dillinger Escape Plan
- Гранж (1988−1993)

— Green River
— The Melvins
— Soundgarden
— Mudhoney
— Nirvana
— Alice in Chains
— Mother Love Bone
— Stone Temple Pilots
— Pearl Jam
- Гот-метал (1990−наши дни) (на DVD объединяется с дум-металом)

— Paradise Lost
— Tiamat
— Therion
— Type O Negative
— My Dying Bride
— Anathema
— Theatre Of Tragedy
— Katatonia
— Opeth
- Industrial metal (1988−наши дни)

— Ministry
— White Zombie
— Godflesh
— Nine Inch Nails
— Fear Factory
— Marilyn Manson
— Static-X
- Хард-альтернатива (1985−наши дни)

— Faith No More
— Jane's Addiction
— Prong
— Living Colour
— The Smashing Pumpkins
— Rage Against the Machine
- Ню-метал (1994−наши дни)

— Biohazard
— KoЯn
— Slipknot
— Limp Bizkit
— Godsmack
— Coal Chamber
— System of a Down
— Disturbed
— Kittie
- Новая волна американского хеви-метала (2000−наши дни)

— Shadows Fall
— Lamb of God
— Darkest Hour
— Chimaira
— Killswitch Engage
— Unearth
— God Forbid